# کورتنی کارداشیان

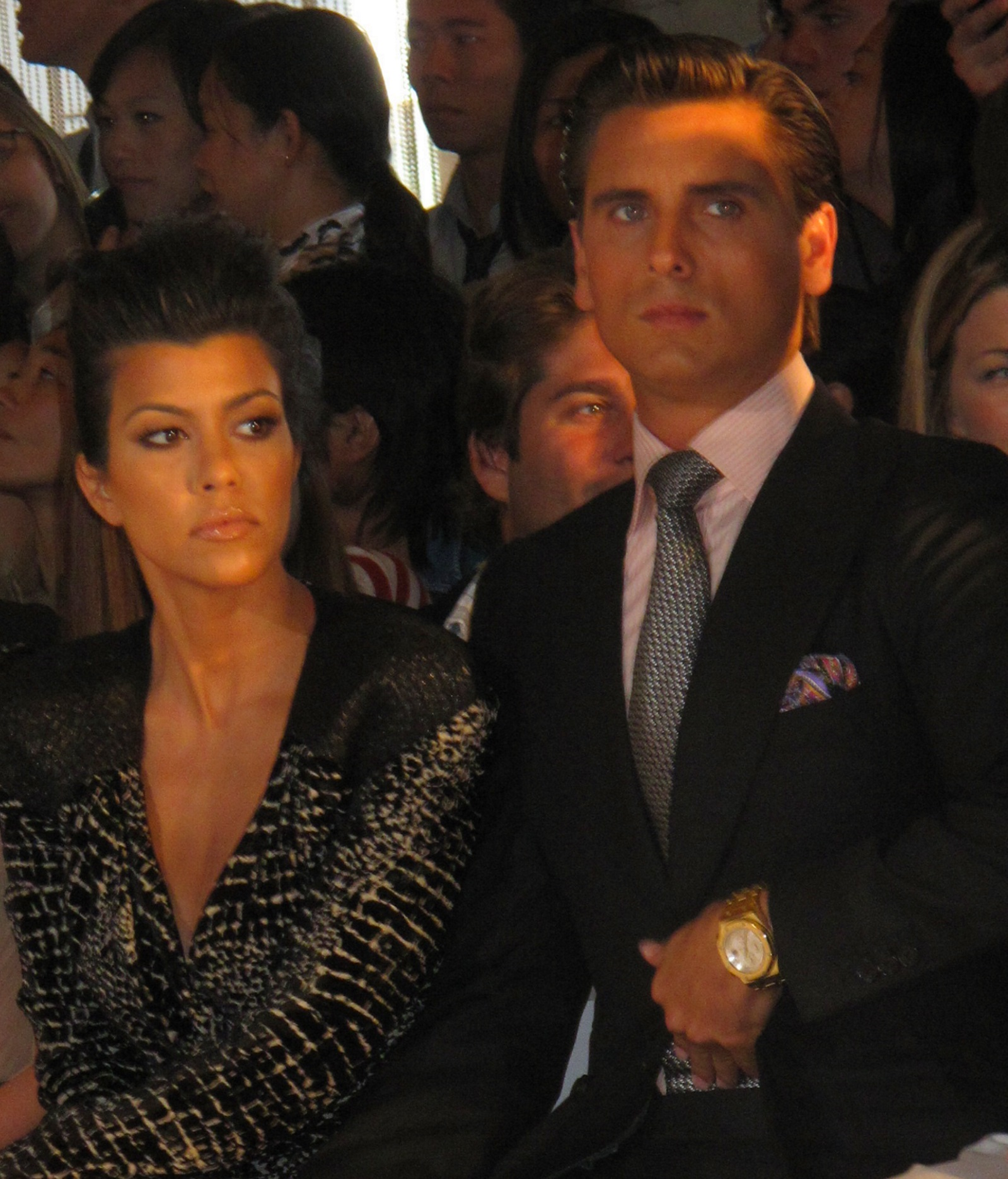
کورتنی کارداشیان و شریک زندگی سابق اسکات دیزیک ۲۰۱۰

کورتنی مَری کارداشیان (به انگلیسی: Kourtney Mary Kardashian) (متولد ۱۸ آوریل، ۱۹۷۹) شخصیت تلویزیون واقع‌نما، بازیگر، شناخته شده در جامعه مد، صنعت سرگرمی و امور اجتماعی، تاجر و مدل آمریکایی است. متولد و بزرگ شده لس آنجلس، کالیفرنیا برای نخستین بار توجه رسانه‌های جمعی را در سال ۲۰۰۷ به همراه خانوادهٔ خود برای نقش ایفا کردن در سریالهای تلویزیون واقع‌نما پابه‌پای خانواده کارداشیان به خود جلب کرد. موفقیت سریال منجر به ساخت چندین مشتق (رسانه) شامل کورتنی و کیم میامی را تسخیر می‌کنند و کورتنی و کیم نیویورک را تسخیر می‌کنند شد.
در کنار کار واقع نما، کورتنی کارداشیان و خواهرهایش کیم کارداشیان و کلویی کارداشیان به صنعت مد هم وارد شدند و چندین مجموعهٔ لباس و عطر را راه اندازی کردند. 
او از سال ۲۰۰۶تا ۲۰۱۵ با اسکات دیزیک در رابطه بود.
اولین ملاقات آنها در پارتی جو فرانسیس بود. رابطهٔ آنها دچار چندین بار قهر و آشتی شد و تمام این مسایل به هنگام فیلم برداری شو بود.
کورتنی در تاریخ ۱۷ فوریه ۲۰۲۱ اعلام کرد با تراویس بارکر در رابطه است و سرانجام در ۱۸اکتبر ۲۰۲۱ با انتشار پستی تایید کرد که با تراویس نامزد کرد.

## فیلم‌شناسی

### به‌عنوان بازیگر
| سال  | عنوان            | نقش              | توضیحات              |
| ---- | ---------------- | ---------------- | -------------------- |
| ۲۰۱۱ | One Life to Live | کاساندرا کاوانا  | قسمت: «۲۸ مارس ۲۰۱۱» |
| ۲۰۲۱ | He's All That    | جسیکا مایلز تورس | فیلم سینمایی         |

### به‌عنوان خودش
| سال        | عنوان                                | توضیحات                          |
| ---------- | ------------------------------------ | -------------------------------- |
| ۲۰۰۵       | Filthy Rich: Cattle Drive            | شرکت‌کننده                        |
| ۲۰۰۷–۲۰۲۱  | Keeping Up with the Kardashians      | نقش اصلی                         |
| ۲۰۰۹–۲۰۱۰  | Kourtney and Khloé Take Miami        | نقش اصلی                         |
| ۲۰۱۱–۲۰۱۲  | Kourtney and Kim Take New York       | نقش اصلی                         |
| ۲۰۱۱–۲۰۱۲  | Khloé & Lamar                        | ۴ قسمت                           |
| ۲۰۱۳       | Kourtney and Kim Take Miami          | نقش اصلی                         |
| ۲۰۱۴–۲۰۱۵  | Kourtney and Khloé Take The Hamptons | نقش اصلی                         |
| ۲۰۱۵       | I Am Cait                            | ۲ قسمت                           |
| ۲۰۱۵       | Dash Dolls                           | قسمت: «Valley of the Dash Dolls» |
| ۲۰۱۶       | Rob & Chyna                          | حضور در برنامه                   |
| ۲۰۲۲–اکنون | The Kardashians                      | نقش اصلی                         |

## فعالیت‌های تجاری
در سال ۲۰۱۹، کورتنی برند سبک زندگی خود به نام Poosh را راه‌اندازی کرد. هدف این وب‌سایت ارائهٔ محتوای مربوط به سلامت، تغذیه، زیبایی، سبک زندگی، و مشاوره‌های فردی است. نام "Poosh" از نام مستعار دخترش پنه‌لوپه گرفته شده‌است.
او همچنین با خواهرانش کیم و کلویی، برندهای مختلف پوشاک، عطر و محصولات آرایشی راه‌اندازی کرده‌است.

## زندگی شخصی
کورتنی از سال ۲۰۰۶ تا ۲۰۱۵ با اسکات دیسیک در رابطه بود. حاصل این رابطه سه فرزند به نام‌های میسون (زادهٔ ۲۰۰۹)، پنه‌لوپه (زادهٔ ۲۰۱۲) و رین (زادهٔ ۲۰۱۴) هستند.
در سال ۲۰۲۱، او با موسیقیدان و درامر گروه بلینک-۱۸۲، تراویس بارکر، وارد رابطه شد. آن‌ها در مهٔ ۲۰۲۲ ازدواج کردند. در نوامبر ۲۰۲۳، فرزند آن‌ها به نام راکی سیزده بارکر به دنیا آمد.

## در رسانه‌ها
کورتنی به‌عنوان یکی از اعضای پررنگ خانوادهٔ کارداشیان، در شکل‌گیری فرهنگ سلبریتی در شبکه‌های اجتماعی نقش مهمی داشته‌است. او بیش از ۲۲۰ میلیون دنبال‌کننده در اینستاگرام دارد و سبک زندگی سالم، رژیم غذایی ارگانیک و مد و پوشش او اغلب مورد توجه رسانه‌ها و طرفدارانش قرار می‌گیرد.